# Большой Бурмус
Большой Бурмус — пресноводное озеро на территории Боровского сельского поселения Калевальского района Республики Карелии.

## Общие сведения
Площадь озера — 1,1 км². Располагается на высоте 121,8 метров над уровнем моря.
Форма озера продолговатая: оно вытянуто с северо-запада на юго-восток. Берега преимущественно заболоченные.
Большой Бурмус через ряд проток и озёр соединяется с рекой Лавож, которая втекает в реку Ниву, впадающую в реку Мелличайоки. Последняя в свою очередь втекает в реку Чирко-Кемь.
В озере расположены два безымянных острова.
Код объекта в государственном водном реестре — 02020000911102000005681.